# Starfield (игра)
Starfield — компьютерная игра в жанре action/RPG с открытым миром, разработанная Bethesda Game Studios и изданная Bethesda Softworks 6 сентября 2023 года на платформах Windows и Xbox Series X/S. Действие разворачивается в секторе Млечного пути диаметром около 100 световых лет; в игре присутствуют как существующие в реальности, так и вымышленные системы. Игрок может высаживаться на планеты для исследования, выполнять задания, набирать в команду напарников, строить аванпосты и собирать новые космические корабли.
Торговая марка Starfield была зарегистрирована в 2013 году, а основная фаза разработки игры началась в 2016 году, после выпуска Fallout 4. Starfield стал первой игрой студии, разработанной с использованием движка Creation Engine 2. Игра получила преимущественно положительные отзывы от игровой прессы, хотя некоторые геймплейные и сюжетные аспекты подверглись критике.

## Игровой процесс
Starfield — игра в жанре action/RPG с открытым миром со свободным переключением между режимами от первого и третьего лица. Разработчики описывают Starfield «более близкой к „хардкорным RPG“, чем прошлые релизы студии». Действие игры разворачивается в секторе Млечного пути, наполненного как существующими в реальности, так и вымышленными планетными системами. Для посещения доступно более 1000 планет, а также некоторое количество спутников и космических станций. Поверхности большей части планет были сгенерированы процедурно, а затем вручную подкорректированы и наполнены. При посадке на планету игра генерирует её флору и фауну в зависимости от типа звёздной системы и атмосферы планеты, после чего расставляет точки интереса. По мере исследования мира, игрок может встретить различных неигровых персонажей, некоторых из которых он сможет набрать в экипаж своего корабля. Члены экипажа будут помогать игроку в сражениях и при переноске предметов, а также вступаться за игрока в диалогах. Характеристики и способности каждого компаньона уникальны. Некоторые персонажи будут комментировать выборы игрока, а с некоторыми можно завести роман. Игрок может оставить компаньонов на любом из построенных им аванпостов.
В начале прохождения игрок настраивает своего персонажа, выбирая тип тела, внешний вид, биографию и черты. Игрок получит три стартовых умения, зависящих от выбранной предыстории. Со временем протагонист будет приобретать новые черты, которые могут как облегчить игровой процесс, так и усложнить его. Например, черта «интроверт» увеличит выносливость игрока, если он путешествует в одиночку, однако уменьшит её при найме компаньона. Игрок может избавиться от части своих черт, в частности, по ходу некоторых квестов. По мере прохождения игры персонаж будет получать очки опыта и увеличивать свой уровень, тем самым разблокируя навыки в пяти ветках прокачки: физические, социальные, боевые, научные и технические (англ. Physical, Social, Combat, Science, Tech). Разблокированные навыки можно дополнительно улучшать, выполняя соответствующие испытания. В бою игроку доступен большой спектр огнестрельного и холодного оружия, а также взрывчатки. Большая часть вооружения может быть улучшена: так, добавление к оружию оптического прицела повысит точность стрельбы, а глушитель подойдёт для стелсового прохождения. Также игрок может использовать реактивные ранцы, помогающие как в бою, так и для преодоления непроходимых или опасных препятствий. На ход боя также может повлиять уровень гравитации небесного тела, на котором находится игрок.
Перед тем, как приземлиться на планету, игрок может просканировать её в поисках полезных ископаемых, которые нужны для создания многих предметов. Игрок может приобретать или угонять космические корабли или строить свои. Все представленные в игре корабли модульные: игрок может заменить центральные компоненты, оборудование, вооружение, отсеки или раскраску. На различных космопортах, расположенных на планетах, можно купить и продать части кораблей. Чем больше корабль, тем больше его грузоподъёмность и тем больше в нём свободного пространства, однако это компенсируется пониженной скоростью и укороченным гиперпрыжком. При управлении кораблём игрок может перераспределять энергию между его подсистемами: так, в бою он может решить добавить питания оружейной подсистеме в ущерб двигателю. Игрок может высаживаться на чужие корабли, чтобы поговорить или поторговать с экипажем, напасть на него, либо ограбить или угнать корабль.
Представленный в Starfield город Нью-Атлантис (англ. New Atlantis) является самым большим среди всех игр Bethesda.

## Сюжет
События Starfield разворачиваются в секторе космоса, называемом Освоенные системы (англ. Settled Systems), расположенном в радиусе около 50 световых лет вокруг Солнечной системы. В 2308 году разгорелась война между двумя межзвёздными правительствами — Объединёнными колониями (англ. United Colonies) и Содружеством свободных звёзд (англ. Freestar Collective); в 2311 году она закончилась подписанием непрочного мирного договора. Действие игры начинается в 2330 году; главный герой является членом корпорации «Созвездие» (англ. Constellation), занимающейся исследованием космоса.

## Разработка и выпуск
Игра основана на переработанной и улучшенной версии собственного игрового движка, названного Creation Engine 2. В разработке игры приняло участие около 450 сотрудников Bethesda в четырёх студиях, расположенных в Роквилле, Монреале, Далласе и Остине. На ранних этапах разработки игра носила рабочее название Genesis, навеянное одновременно библейской книгой Бытия (англ. Genesis) и фильмом «Звёздный путь 2: Гнев Хана». Говарду так нравилось это название, что он зарегистрировал его как товарный знак. В апреле 2013 года компания-издатель ZeniMax Media — материнская компания Bethesda Game Studios — подала в ведомство по патентам и товарным знакам США заявку на регистрацию ещё одного товарного знака Starfield, относящегося к играм для компьютеров и консолей, а также загружаемому контенту.
Полноценная разработка Starfield началась в первой половине 2016 года, сразу после выхода Fallout 4 (2015). На выставке E3 летом 2016 года Говард объявил, что Bethesda работает над двумя AAA-проектами, «более крупными, чем всё, что делала компания до этого», которые планировалось выпустить до The Elder Scrolls VI. Эти проекты первые годы оставались безымянными. Starfield была анонсирована лишь 11 июня 2018 года в рамках пресс-конференции Bethesda на Electronic Entertainment Expo 2018. Говард заявил, что Starfield должна стать «третьим столпом [среди игр Bethesda] с открытым миром, наряду с Fallout и Elder Scrolls», а также «первой полностью оригинальной франшизой компании за 25 лет».
В итоге игра пробыла в разработке восемь лет — необычайно долгий срок. Говард сравнивал процесс разработки с созданием скульптуры — «мы понемногу отщипываем лишнее с комьев глины, и они становятся лучше». На протяжении нескольких лет разработчики создавали новые технологии для генерации целых планет и концепт-арты, изображающие целую вымышленную вселенную в мельчайших деталях, вплоть до дизайна урн для мусора. Этот процесс означал, что игра начала обретать осязаемую форму лишь годы спустя после начала разработки. По словам Говарда, лишь к 2022 году в Starfield стало «весело» играть. В процессе создания Starfield разработчики использовали данные о расположении реальных звёзд в Млечном Пути. Они даже подвешивали мячики к потолку офиса, создав нечто вроде трёхмерной модели галактики. Художник Иштван Пели описывал визуальный стиль игры как «НАСА-панк», навеянный космической романтикой 1960-х годов — «везде хлам и беспорядок», вместо голограмм — кнопки, на которые хочется нажать. По мнению Пели, такова человеческая природа — хотя действие игры происходит в далёком будущем, люди остаются людьми и по-прежнему разводят бардак. Эта характерная визуальная эстетика демонстрировалась в маркетинговых материалах к игре — например, в интерьерах футуристического корабля могли лежать недоеденные бутерброды. При этом повествование Starfield затрагивает серьёзные философские темы. Эмиль Пальяруло, возглавлявший работу над сценарием и квестами  заявлял, что никогда не проводил так много времени в размышлениях во время разработки игры, и что процессе создания Starfield сделал его, воспитанного в католической вере, сначала сделал из атеиста агностиком, а потом опять атеистом.
В 2020 году ZeniMax Media — и, следовательно, Bethesda — была куплена компанией Microsoft. Покупка новых студий и соответствующих медиафраншиз должна была изменить положение на рынке игровых консолей, где доминировала компания Sony. В соответствии с планами Starfield становилась «консольным эксклюзивом» для игровых консолей Xbox — иначе говоря, игру предполагалось выпустить для персональных компьютеров и Xbox, но не для других консолей. Microsoft надеялась, что Starfield сможет стать для Xbox особо значимой и востребованной игрой, такой же, как The Last of Us: Part II или God of War: Ragnarök для PlayStation от Sony — у Xbox не было сравнимых «эксклюзивов» со времён Halo 3 (2007). Такой подход превращал Starfield из просто крупнобюджетной игры в самую важную игру для Xbox за многие годы. Это создавало дополнительное давление на разработчиков.
На Electronic Entertainment Expo 2021 в рамках презентации Xbox был представлен трейлер-тизер игры, в котором фигурировала дата релиза — 11 ноября 2022 года. В мае 2022 года выпуск игры был перенесён на первую половину 2023 года. 8 марта 2023 года Bethesda объявила, что игра выйдет 6 сентября 2023 года.

### Маркетинг

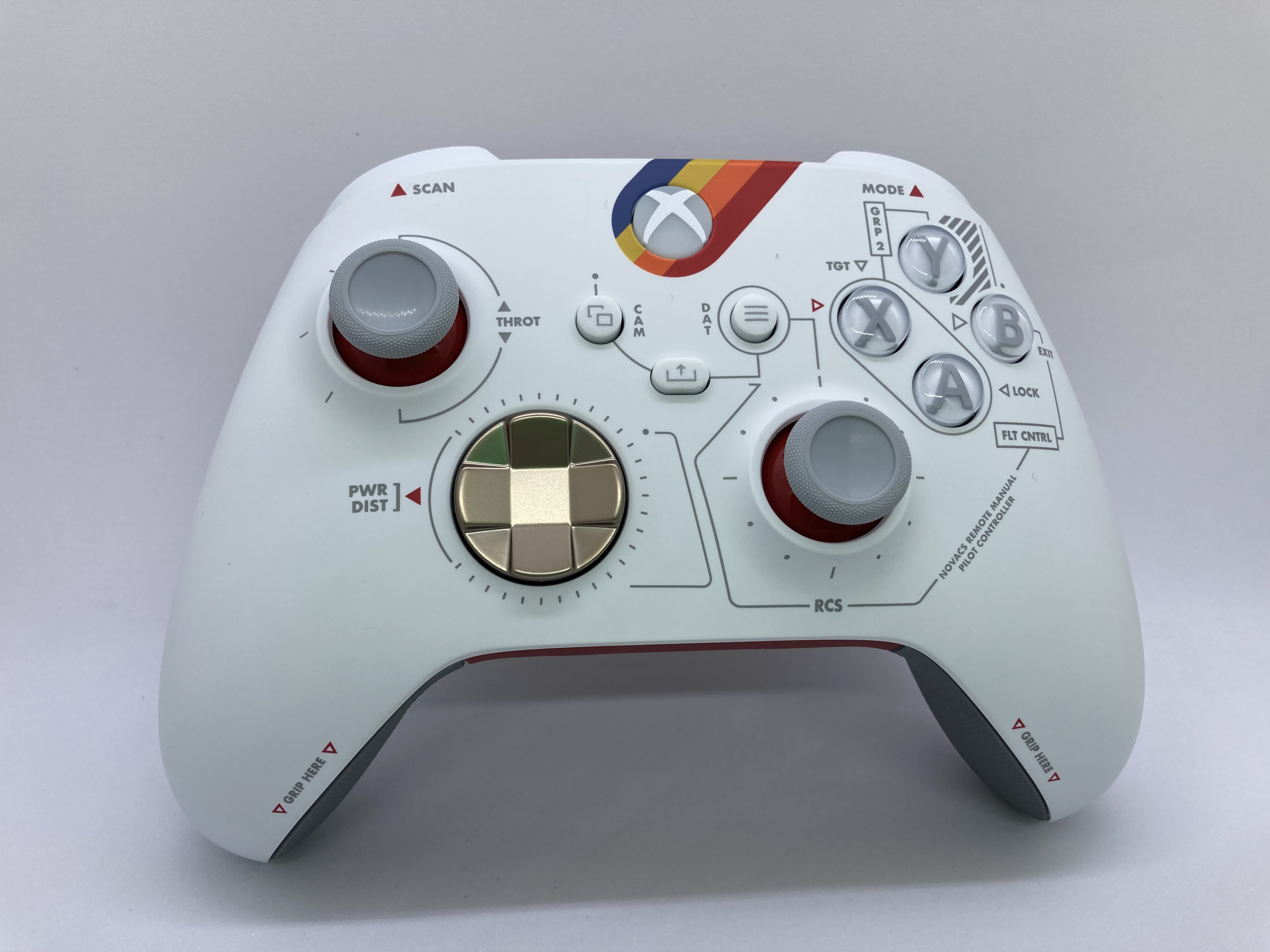
Список лимитированных серий Xbox Wireless Controller, выпущенная в честь Starfield

В мае 2023 года Microsoft объявила о проведении презентации Starfield Direct в сотрудничестве с компанией Fathom Events, благодаря которому была организована трансляция в некоторых кинотеатрах в США. Презентация прошла 11 июня 2023 года, в рамках неё было показано 45 минут игрового процесса Starfield. Также на Starfield Direct был анонсирован выпуск коллекционного издания игры, получившего название Starfield Constellation Edition, и геймпада Xbox Wireless Controller и гарнитуры Xbox Wireless Headset в стилистике Starfield. В августе 2023 года был представлен чехол для Xbox Series X в аналогичном стиле. В августе 2023 года игра была представлена на Gamescom: Opening Night Live, где был показан рекламный ролик игры, а композитор Starfield Иннон Зур сыграл музыку из игры на фортепиано.
После выхода игры ряд студий разработчиков, входящие в состав Microsoft (Obsidian Entertainment, Tango Gameworks, id Software, 343 Industries, MachineGames, Undead Labs, Arkane Studios) поздравили коллег с выходом игры, сделав собственные версии постера игры с героями созданных своих игр.

## Восприятие
| Сводный рейтинг       | Сводный рейтинг |
| Агрегатор             | Оценка          |
| --------------------- | --------------- |
| Metacritic            | 83/100          |
| OpenCritic            | 86/100          |
| Иноязычные издания    |                 |
| Издание               | Оценка          |
| Destructoid           | 10/10           |
| Digital Trends        | [ 40 ]          |
| Edge                  | 6/10            |
| Eurogamer             | [ 42 ]          |
| Game Informer         | 8,5/10          |
| GameSpot              | 7/10            |
| GamesRadar+           | [ 45 ]          |
| Hardcore Gamer        | 4/5             |
| IGN                   | 7/10            |
| NME                   | [ 48 ]          |
| PCGamesN              | 7/10            |
| PC Gamer (US)         | 75/100          |
| RPGFan                | 98/100          |
| Shacknews             | 9/10            |
| VG247                 | [ 53 ]          |
| VideoGamer            | 9/10            |
| Video Games Chronicle | [ 55 ]          |
| The Washington Post   | [ 56 ]          |
| Русскоязычные издания |                 |
| Издание               | Оценка          |
| 3DNews                | 7,5/10          |
| ITC.ua                | 8,5/10          |
| Riot Pixels           | 76 %            |
| StopGame.ru           | Проходняк       |
| «Игромания»           | 7,0/10          |

За первые два часа раннего доступа в Steam в Starfield играло более 230 000 человек одновременно. Также Starfield стала самой добавляемой в списки желаемого игрой Bethesda в этом же сервисе. Спустя неделю после выхода Starfield возглавила розничный чарт Великобритании, а пиковый онлайн игры в Steam за тот же период составил 330 тыс. человек. 7 сентября 2023 года Bethesda объявила, что в Starfield сыграло более шести миллионов человек, что компания назвала «крупнейшим запуском» в истории компании. 19 сентября 2023 года число игроков Starfield достигло 10 миллионов.
К середине ноября 2023 года интерес к игре значительно упал; пиковый онлайн Starfield в Steam составил ниже, чем совокупный пиковый онлайн The Elder Scrolls V: Skyrim и его переизданий.

### Обзоры
По данным агрегатора рецензий Metacritic, Starfield получила «преимущественно положительные» отзывы, средняя оценка критиков составляет 83 балла из 100.
Леон Харли из GamesRadar+ похвалил систему боя, «обширный и захватывающий» мир, «разнообразные и креативные» миссии, «надёжные и стабильные» механики, строительство кораблей, графику, но был озадачен отсутствием навыков скрытности и карманных краж в начале прохождения, заключив: «Starfield — лучшее, что сделала Bethesda со времён The Elder Scrolls IV: Oblivion, в ней та же плотность жизни — игрок всегда найдёт чем заняться. […] Starfield не для быстрого прохождения, а больше для того, чтобы буквально жить во Вселенной, созданной Bethesda».
Джин Пак из The Washington Post отметил масштабы Starfield и назвал сюжетные задания «лучшими квестами за всю историю студии». Он остался под впечатлением от масштабов игры, заявив, что «Starfield — чудо планирования и инженерной мысли Bethesda», однако отметил, что из-за них в Starfield, в отличие от предыдущих игр Bethesda, сложно почувствовать себя как дома.
Сюжет и герои игры вызвали неоднозначную реакцию. Некоторые рецензенты отмечали сравнительно небольшое количество багов по сравнению с предыдущими играми Bethesda.
Дэн Стэплетон в рецензии для IGN похвалил ролевую систему и компаньонов, но критиковал однотипные задания и диалоги, вызывающие недоумение. Он отметил, что начало игры даётся тяжело, однако к середине богатая научно-фантастическая вселенная Starfield начинает раскрываться.
Джованни Колантонио из Digital Trends отметил, что многие элементы игры кажутся устаревшими: «исключительная работа сценаристов The Outer Worlds, великолепные космические бои Star Wars: Squadrons, и даже хитросплетённый дизайн Найт-сити из Cyberpunk 2077 — всё это опережает Starfield на несколько световых лет, если разбить её на составляющие».
Джейк Такер из издания TechRadar хорошо отозвался про бесконечные открытия и боевые механики, но заявил, что диалоги и планеты кажутся бездушными. Он отметил, что на Starfield лежало бремя ожиданий фанатов и она повторила судьбу игр No Man’s Sky и Star Citizen, «которые люди в равной степени ругали и славили».
Кристофер Ливингстон из PC Gamer заявил, что в игре «хорошая РПГ-система» и космическая песочница, но нет ощущения грандиозного приключения. Он отметил множество проблем с интерфейсом и заявил, что квесты фракций не могут сравниться с гильдиями Oblivion.
Рецензент Digital Trends был разочарован слабой проработкой космических путешествий.
Стив Миллс из Destructoid отнёсся к игре более позитивно, отметив боевую систему, сюжет, ролевые элементы, непредсказуемость песочницы и количество контента.
Высокой оценки удостоился саундтрек, написанный Иноном Цуром. Стив Миллс из Destructoid сравнил музыку с саундтреком «Интерстеллара», отметив, что она прекрасно дополняет атмосферу исследования космоса, а Эрскин Донован из Shacknews заявил, что самые эпические моменты прохождения во многом создаются благодаря «феноменальному» саундтреку.

#### В России
Владимир Макаров из «Игромании» отметил, что в игре есть дух приключений, увлекательные второстепенные задания, симпатичные компаньоны, космические сражения и разнообразие оружия, но раскритиковал основной сюжет, а также кучу бесполезных заданий и занятий.
Алексей Лихачёв из 3DNews положительно выделил фракционные квесты и побочные задания, но назвал недостатком то, что основной сюжет развивается только к середине прохождения.
По мнению редакции и читателей сайта StopGame.ru игра заняла первое место в номинации «Разочарование 2023 года».

## Награды и номинации
| Год  | Награда                | Категория                             | Результат | Источник |
| ---- | ---------------------- | ------------------------------------- | --------- | -------- |
| 2023 | Golden Joystick Awards | Лучшая игра года                      | Номинация | [ 74 ]   |
| 2023 | Golden Joystick Awards | Лучший актёрский состав второго плана | Номинация | [ 74 ]   |
| 2023 | Golden Joystick Awards | Игра года на Xbox                     | Победа    | [ 75 ]   |
| 2023 | Golden Joystick Awards | Лучший визуальный дизайн              | Номинация | [ 75 ]   |
| 2023 | Golden Joystick Awards | Лучший звук                           | Номинация | [ 75 ]   |
| 2023 | The Game Awards 2023   | Лучшая ролевая игра                   | Номинация | [ 76 ]   |